# Tragopan plamisty

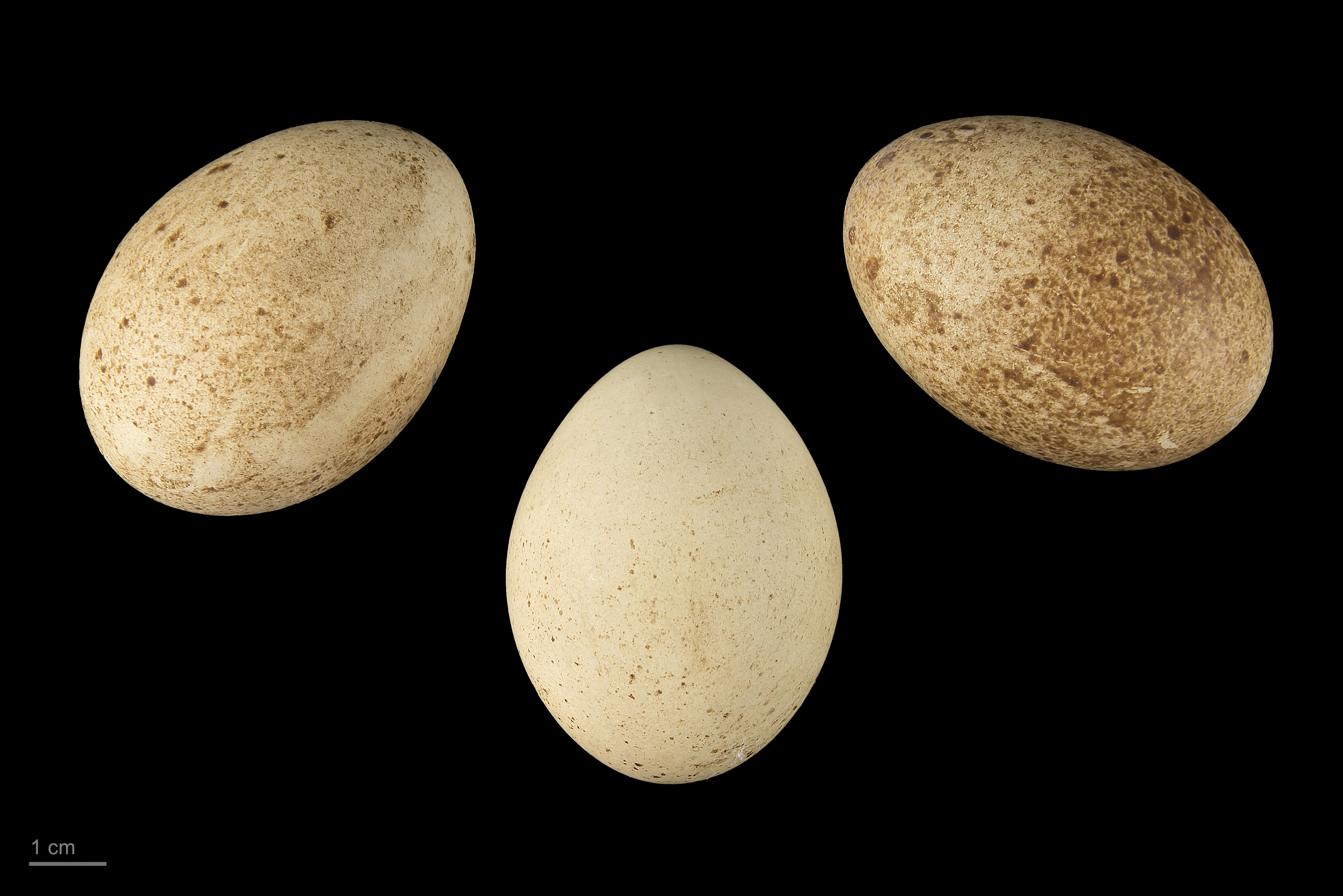
Jaja

Tragopan plamisty (Tragopan caboti) – gatunek ptaka z rodziny kurowatych (Phasianidae). Zamieszkuje endemicznie podzwrotnikowe, górskie lasy w południowo-wschodnich Chinach (prowincje: Zhejiang, Jiangxi, Hunan, Guangdong, Kuangsi-Czuang i Fujian) na wys. 600–1400 m n.p.m.

## Systematyka i morfologia
Wyróżniono dwa podgatunki T. caboti: 
- T. caboti caboti – samiec ma głowę czarną, policzki żółto-pomarańczowe, grzebień jest czerwono-pomarańczowy, pióra na grzbiecie pomarańczowe z cętkami koloru kasztanowego. Samice brązowo-szare, podobne do samic tragopana modrolicego (Tragopan temminckii), jednak nieco mniejsze, z białymi cętkami. Skóra wokół oka samicy ciemnopomarańczowa, do lekko brązowej, bardzo wyraźnie widoczna dopiero po skończeniu 18. miesiąca życia. Występuje w południowo-wschodnich Chinach.
- T. caboti guangxiensis – ciemniejszy kolor kasztanowaty na grzbiecie i zadzie. Samica jest cętkowana, rudo-czarna, z brązowymi cętkami. Białe trójkątne łatki po bokach i na piersi. Występuje w Kuangsi.

## Ekologia
W środowisku naturalnym związane z występowaniem drzewa z gatunku Daphniphyllum macropodum, na którego gałęziach ptaki te często przesiadują, a jego liście i owoce wchodzą w skład ich pożywienia. Zamieszkuje lasy iglaste albo borealne z poszyciem, blisko potoków górskich, na zboczach stromych gór.
Żywi się na gruncie albo w koronach drzew. O świcie i o zmierzchu przebywa częściej na gruncie, poza tym większość czasu spędza w koronach drzew.
W naturze gniazduje w opuszczonych gniazdach innych ptaków, w rozwidleniach drzew lub nawet na gruncie w zakrzewieniach lub między skałami.
Pożywienie stanowią także nasiona dębu, karłowaty kasztan jadalny, paproć, wiśnia górska, malina, dzikie winogrono, chińska jagoda wawrzynu, robaki zbierane na ziemi i w koronach drzew oraz larwy owadów.
Pod koniec marca i w kwietniu samica znosi od 2 do 12 jaj. Mają one wymiary 55×41 mm Samice niosą już w pierwszym roku, ale samce osiągają zdolność rozrodczą w drugim roku życia. Inkubacja jaj trwa 28 dni. Gatunek ten jest monogamiczny.

## Status i ochrona
Międzynarodowa Unia Ochrony Przyrody (IUCN) uznaje tragopana plamistego za gatunek narażony (VU – vulnerable) nieprzerwanie od 1994 roku; wcześniej (od 1988 roku) miał status zagrożonego (T – threatened). Liczebność populacji w naturalnym środowisku szacuje się na 2,5–10 tysięcy dorosłych osobników, prawdopodobnie nie więcej niż 5000 dorosłych osobników. Trend liczebności populacji jest spadkowy. W hodowlach prywatnych żyje nie więcej niż 500 sztuk. Typowe środowisko tragopanów jest silnie zdefragmentowane z powodu wyrębu lasu dla produkcji drewna i przeznaczania terenów pod uprawy, przez co tworzą się izolowane populacje, co w konsekwencji prowadzi m.in. do zmniejszenia się globalnej populacji i wymiany genów.
Gatunek chroniony konwencją CITES (załącznik I).